# 安哥拉奧林匹克委員會
安哥拉奧林匹克委員會（Angolan Olympic Committee）是安哥拉的國家奧林匹克委員會。該組織成立於1979年2月17日，是國際奧委會和非洲國家奧林匹克委員會聯合會的成員。1980年，首次派員參加在蘇聯莫斯科舉行的夏季奧運會。
現時，安哥拉奧林匹克委員會的總部設在該國首都羅安達，主席是Gustavo da Conceição。

## 資料來源
1. ↑  .   [2014-03-23]. （原始内容存档于2009-01-06）.